# Stephanie Garber
Stephanie Garber es una autora estadounidense de literatura juvenil de ficción conocida por la serie Caraval. 
Sus dos trilogías Caraval y Érase una vez un corazón roto se han publicado al español por el sello de Ediciones Urano, Puck. 

## Carrera
Garber era residente de dirección en una universidad cuando comenzó a escribir en su tiempo libre. Escribió varias novelas, recibiendo muchos rechazos hasta que su cuarto libro, una space opera, captó el interés de un agente literario. Cuando la ópera espacial no logró venderse, Garber escribió Caraval.  Garber ha declarado que no tenía la intención de que Caraval fuera el primer libro de una serie ni un romance cuando empezó a escribirl.  Dos secuelas, Legendary  y Finale,  completan la trilogía Caraval.
Sus libros recibieron una recepción crítica mixta. Caraval recibió una reseña destacada de Publishers Weekly, que decía que "personajes intrigantes, un entorno imaginativo y una escritura evocadora se combinan para crear una historia fascinante de amor, pérdida, sacrificio y esperanza",  mientras que Caitlin Paxson de NPR escribió que "Al final, el mensaje de Caraval acaba confuso."  Caraval estuvo en la lista de bestsellers del New York Times durante quince semanas,  alcanzando el puesto número 2.  Los derechos cinematográficos de Caraval fueron adquiridos por Twentieth Century Fox . 
Legendary estuvo en la lista de libros más vendidos del New York Times durante ocho semanas, alcanzando el puesto número 1.  Kirkus Reviews criticó la "trama débil y la prosa ultravioleta" de Legendary, pero la elogió como "un tour de force de la imaginación".  School Library Journal escribió: "Si bien esta segunda entrega no se sostiene por sí sola (los lectores deberán estar familiarizados con los personajes, los eventos y la construcción del mundo del libro anterior para comprender y apreciar completamente este), los fanáticos estaremos encantados de pasar más tiempo con Tella, Dante y Scarlett, y de sumergirnos de nuevo en el mundo mágico de Garber". 
Kirkus reseñó el tercer libro de la trilogía Caraval, Finale, como "sobrescrito, con una construcción del mundo demasiado conveniente que lucha casi tanto como la prosa sobrecargada y la trama intrincada". 
La novela de Garber Érase una vez un corazón roto,  fue publicada el 28 de septiembre de 2021.  Kirkus Reviews escribió que era "una historia magníficamente escrita de corazón intrigante".  Publishers Weekly elogió la construcción del mundo de Garber. 
La balada de nuca jamás estuvo en la lista de libros más vendidos del periódico New York Times durante 16 semanas. Kirkus Reviews escribió que era "una entrega decepcionante en un segundo volumen potencialmente apasionante". 

## Obras

### Trilogía: Caraval
1. Caraval. Libros Flatiron, 2017. [22] [7] [23] [8]
2. Legendary. Libros Flatiron, 2018. [13] [24] [25]ISBN 9781250095329
3. Finale. Libros Flatiron, 2019. [26]ISBN 9781250157683

- Espectacular. (novela), Flatiron Books, 2024 (ilustrado por Rosie Thorns)

### Trilogía: Érase una vez un corazón roto
Esta saga está ambientada en el mismo universo de la trilogía Caraval.
1. Érase una vez un corazón roto. Libros Flatiron, 2021. [27] [28]ISBN 9781250898326
2. La balada de nunca jamás. Libros Flatiron, 2022. [29]ISBN 9781250268426
3. La maldición del amor verdadero. Flatiron Books, (publicado el 24 de octubre de 2023)ISBN 9781250908452